# Divine Gate
Divine Gate (ディバインゲート Dibain Gēto?) es un videojuego de teléfono inteligente japonés para iOS y dispositivos Android. Una adaptación a serie anime por Pierrot fue emitida desde el 8 de enero hasta el 25 de marzo de 2016.

## Personajes
Akane (アカネ?)
Seiyu: Tetsuya Kakihara
Un usuario de fuego y mejor amigo de Midori. Tiene un carácter fuerte e impulsivo, pero también un fuerte sentido de la amistad.
Después del incidente de tren, es uno de los que intentan persuadir a Aoto para unirse a la academia. Estaba orgulloso y se preocupó mucho por su padre, se dice que murió en uno de sus experimentos, como resultado, odia cuando Aoto proclama que él mato a su padre. No cree que su padre haya muerto en un accidente ya que él no era del tipo que comete errores en sus experimentos.
Quiere llegar a la Divine Gate para reencontrarse con su padre.
Aoto (アオト?)
Seiyu: Sōma Saitō
Un usuario de agua. Un chico solitario y melancólico que se culpa de su pasado. Aun así, trata de ayudar a los demás a su manera sutil de hacer las cosas.
Piensa que él asesinó a sus padres y por eso se recluye y no hace amigos. Después de salvar una chica de un usuario de fuego en un tren, Arthur y los otros tratan reclutarlo a la academia ya que él no cabe en su escuela actual, también debido a sus capacidades pero él se niega. Más tarde une a la academia.
Quiere llegar a la Divine Gate para encontrar a su hermano gemelo, Ariton.
Midori (ミドリ?)
Seiyu: Kanae Itō
Una usuaria de aire. Una chica enérgica que empatiza con todos e intenta animar a Aoto de múltiples formas, ya que no quiere que esté triste.
Después del incidente de tren, es una de los que intentan persuadir a Aoto a unirse la academia. Midori y Dorothy/Elena Eran amigas de la infancia.
Quiere llegar a la Divine Gate para encontrar a su amiga Elena/Dorothy.
Hikari (ヒカリ?)
Seiyu: Ayana Taketatsu
Una usuaria de luz. Es amiga de Yukari y Ginji. Tiene un carácter alegre y amable, y una sonrisa siempre en la cara con la que quiere iluminar todo su mundo y llevar la felicidad a los demás.
Quiere llegar a la Divine Gate para averiguar la verdadera identidad de sus padres.
Yukari (ユカリ?)
Seiyu: Sora Amamiya
Una usuaria de oscuridad. A diferencia de Hikari, posee una naturaleza silenciosa y reservada. Ama la oscuridad, silenciosa y envolvente, y aunque prefiere el silencio y la soledad, también disfruta estando en compañía de sus amigos.
Quiere llegar a la Divine Gate para recuperar todos los recuerdos de su infancia, ya que no puede recordarlos.
Ginji (ギンジ?)
Seiyu: Hiroyuki Yoshino
Un usuario de vacío. Es el compañero de Hikari y Yukari. Aparentemente, no está realmente interesado en nada, y no parece tener ningún motivo para alcanzar la Divine Gate, si bien es uno de los seis estudiantes de la academia (akane, aoto, midori, hikari, yukari y él) que luchan por alcanzarla.
Arthur (アーサー Āsā?)
Seiyu: Yuichi Nakamura
Chico K ({{{2}}}?)
Seiyu: Rie Kugimiya
Ifrit (イフリート Ifurīto?)
Seiyu: Ami Koshimizu
Undine (ウンディーネ Undīne?)
Seiyu: Mai Fuchigami
Sylph (シルフ Shirufu?)
Seiyu: Kana Asumi
Metabon (めたぼん?)
Seiyu: Yuri Yoshida
Lancelot (ランスロット Ransurotto?)
Seiyu: Kōsuke Toriumi
Oz (オズ Ozu?)
Seiyu: Akira Ishida
Loki (ロキ Roki?)
Seiyu: Kōji Yusa
Tristan (トリスタン Torisutan?)
Seiyu: Natsue Sasamoto
Gareth (ガレス Garesu?)
Seiyu: Binbin Takaoka
Breunor (ブルーノ Burūno?)
Seiyu: Ayumu Murase
Ywain (ユーウェイン Yūwein?)
Seiyu: Kenn
Percival (パーシヴァル Pāshivaru?)
Seiyu: Yusuke Shirai
Palamedes (パロミデス Paromidesu?)
Seiyu: Kenji Nomura
Bedivere (ベディヴィア Bedivia?)
Seiyu: Azusa Tadokoro
Kay (ケイ Kei?)
Seiyu: Arisa Kiyoto
Lamorak (ラモラック Ramorakku?)
Seiyu: Chihiro Ikki
Mordred (モルドレッド Morudoreddo?)
Seiyu: Rie Suegara
Gawain (ガウェイン Gawein?)
Seiyu: Yūki Kuwahara
Pavlov (パブロフ Paburofu?)
Seiyu: Tomoyuki Shimura
Padre de Akane.
Ariton (アリトン?)
Seiyu: Natsuki Hanae
Hermano menor de Aoto que desapareció.
Dorothy (ドロシー Doroshī?)
Seiyu: Aoi Yūki
Amiga de la infancia de Midori que desapareció.

## Medios de comunicación

### Anime
Una adaptación a serie anime por Pierrot está planificado para el 8 de enero de 2016. El opening es 「ワンミーツハー」 por Hitorie, y el ending es「CONTRAST」por Vistlip.

## Banda sonora

### Opening
「ワンミーツハー」 - Hitorie.

### Ending
「CONTRAST」- Vistlip.